# Saint-Laurent-de-la-Cabrerisse
Saint-Laurent-de-la-Cabrerisse é uma comuna francesa na região administrativa de Occitânia, no departamento de Aude. Estende-se por uma área de 25,03 km². Em 2010 a comuna tinha 755 habitantes (densidade: 30,2 hab./km²).